# Luis Ponce Arroé
Luis Teobaldo Ponce Arroé (Islay, Arequipa, Perú, 11 de julio de 1947), deportivamente conocido como Ponce Arroé, es un exfutbolista y entrenador peruano. Jugaba como centrodelantero y desarrolló la mayor parte de su carrera en el Foot Ball Club Melgar.

## Trayectoria
Estudió en el Institución Educativa Emblemática Independencia Americana.
Se formó como jugador en las categorías inferiores del Atlético Universidad Nacional, hasta llegar a ser capitán del equipo principal. Fue transferido al F.B.C Melgar el 1 de octubre de 1966, cuando los dirigentes del equipo dominó lo vieron disputando un partido ante el Sportivo Huracán de la Liga Distrital de Arequipa y que terminó con el resultado de 1-2 favorable al Atlético Universidad. En la temporada 1968 logró tener ficha y dorsal del primer equipo.
Su primer gol en Primera División lo materializó el 29 de octubre de 1971, en la jornada 11 del campeonato descentralizado, contra el Deportivo Municipal en el Estadio Nacional. En total disputó 129 partidos en la máxima categoría.
En 1975 fue operado en la pierna izquierda.
El 18 de julio de 1976, anunció su retirada tras disputar al día siguiente el último partido de la temporada en calidad de jugador-entrenador compartiendo con Víctor Zegarra.

## Clubes
| Club                 | País | Año         |
| -------------------- | ---- | ----------- |
| Atlético Universidad | Perú | 1963 - 1966 |
| FBC Melgar           | Perú | 1967 - 1976 |

### Distinciones individuales
| Distinción | Año  |
| --- | ---- |
| Deportista del Año en Arequipa                                                                                              | 1971 |
| Futbolista del año en Arequipa                                                                                              | 1971 |
| "Orden al Mérito Institucional por servicios a la paz y mutua comprensión entre los pueblos", Consejo Mundial de Educación. | 1988 |

## Palmarés
| Título    | Club       | País | Año  |
| --------- | ---------- | ---- | ---- |
| Copa Perú | FBC Melgar | Perú | 1971 |